# DB 189 sorozat

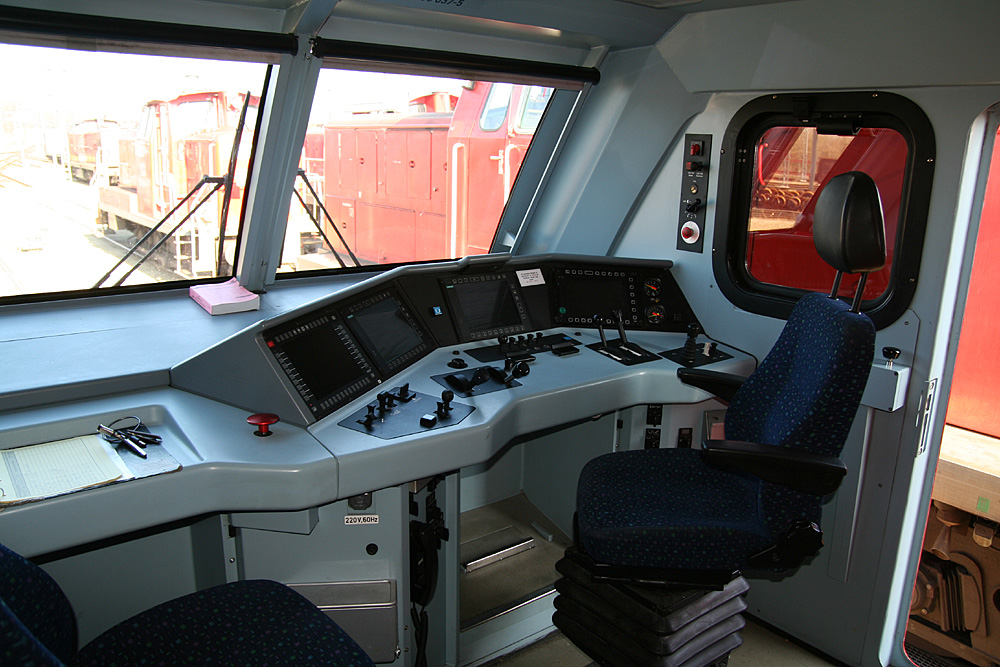
Vezetőállás

A DB 189 sorozat egy többáramnemű német villamosmozdony-sorozat. A Siemens cég gyártotta 2003 és 2005 között a DB Cargo, majd Railion számára. Svájcban SBB Re 474 sorozat-ként ismert.

## Műszaki leírás
A mozdony négy áramnemű, azaz 15 kV, 16,7 Hz-es váltakozó áram, 25kV, 50 Hz váltakozó áram, valamint 1,5 kV egyenáram és 3 kV egyenáram betáplálással is tud közlekedni. A mozdonyokat a Railion használja tehervonataihoz, néha elvétve gyorsvonatot továbbítanak Berlin és Lengyelország között.

## Története
A Siemens Transportation Systems (TS) és a Railion Deutschland AG-től (korábban DB Cargo) 1999. augusztus 1-jén szerződést kötött 100 db Eurosprinter ES64F4 típusú négy-áramnemű, nagy teljesítményű villamos mozdony szállítására. A szerződéskötés időpontjában ezek a mozdonyok már 15 országban voltak alkalmazhatók. A mozdonyok leszállítására 2003 áprilisa és 2005 decembere között került sor. Ez indította el az első többáramnemű mozdony fejlesztését, melynek révén alkalmazhatóságot 24 európai országra lehetett kiterjeszteni.
2006-ban 10 darab mozdonyt (189 090-099) a Railion eladott az Mitsui cégnek, majd visszalízingelve használta tovább. 2007-ben azonban a 10 mozdonynak más felhasználót találtak, így azok a Mitsui cég fekete festését kapják és továbbiakban Lengyelországban és Hollandiában dolgoznak.
A harmadik generációs Eurosprinter fejlesztése és a mozdonyok gyártása során a Siemens további mozdonyok szállításra kötött szerződést a Dispolok GmbH-val 45 db-ra, az Svájci Szövetségi Vasúttársasággal (SBB) 12 db-ra, és a svédországi Hector Rail-el két darabra. A Dispolok, mint járműbérbeadó társaság számos megállapodást kötött erre a mozdonyra, többek között a következő üzemeltetőkkel: ÖBB (osztrák), HZ (horvát), SZ (szlovén), Rail Traction Company (olasz), Lokomotion Gesellschaft (német), SBB Cargo AG (svájci), Ferrovie Nord Cargo (olasz).

A Rail Traction Company és a Lokomotion cégek a Brenner-hágón keresztül történő áruszállítási együttműködése révén mozdonycsere nélküli vasúti összeköttetés vált lehetővé 2004 júniustól Verona-München között. 2004 decemberében a Svájci Szövetségi Vasúttársaság (SBB-CFF-FFS) elindította Milánó és Chiasso (Svájc) között a teherszállítást ezzel a mozdonnyal. 2005 közepétől a Ferrovie Nord Cargo az Re474 típusú, de a 189 sorozatjelűvel azonos felépítésű mozdony nonstop szerelvényt vontat a Gotthard-hágón keresztül, Emmerich (Németország), Basel (Svájc), Gotthard-hágó, Chiasso, Brescia (Olaszország) útvonalon. Ez az első, a Gotthard-hágón keresztül közlekedő mozdonycsere nélküli járat a vonalon.

## Változatai
Az eltérő felhasználói igények, a különböző berendezések beépítésének lehetőségei miatt az ES64F4 sorozatjelű mozdonyt hét különböző változatát tervezték és gyártották le. A változatokat nyilvántartó rendszer lehetővé teszi, hogy a különböző országok mozdonyengedélyezési hatóságainak mindig a vonatkozó és egyértelmű dokumentációk álljanak rendelkezésre.

### Változatok A-tól C-ig
A Railion Deutschland AG a mozdony négyféle változatával rendelkezik (A, B, B2 és C), amelyek kizárólag a tető konfigurációjában különböznek (áramszedő, a tetőkábelek csatlakoztatása stb.). A többi berendezés azonos, mivel a Railion nem igényelt ország-specifikus kiegészítő berendezést a Németországon kívüli üzemeltetés engedélyeztetéséhez.

### D és E változatok
A D változatot németországi, ausztriai, olaszországi és szlovéniai üzemeltetéshez specifikus berendezésekkel látták el, és ezekben az országokban üzemeltetésüket engedélyezték.
Az E változat – a D változat berendezésein túl – tartalmazza a ZUB 262ct és az Integra vonatbefolyásoló berendezést, melyek a svájci üzemeltetéshez szükségesek. Az E változatot Németországban, Svájcban és Olaszországban engedélyezték, majd 2006 végén Szlovéniában is. Ausztriában a vonatbefolyásoló Integra berendezéshez történő illesztése még kidolgozás alatt van, mivel biztosítani kell, hogy ne legyen visszahatása az ott használatos vágányfoglaltságjelző rendszerükre. 45 db D és E változatú mozdonyt rendelt a Dispolok. A lengyelországi üzemre a D változatot készítik fel.

### F változat: az SBB Re 474

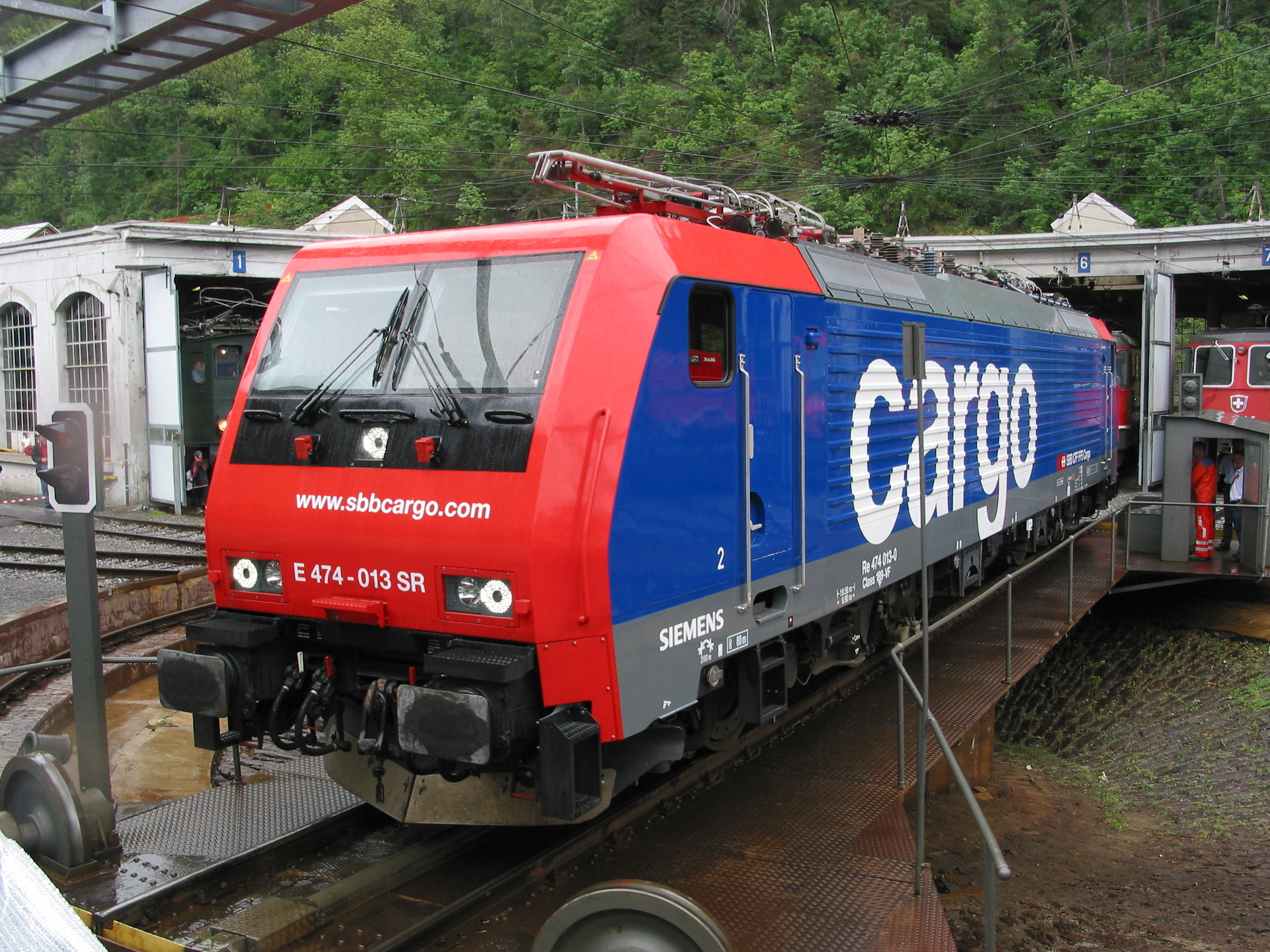
SBB Re 474 013 (Brig)

2003 decemberében az SBB Cargo 18 db Re 474 típusjelű (189 sorozat F változata) mozdonyt rendelt, Észak-Olaszország és Svájc közötti áruszállításhoz. A mozdony svájci közlekedését 2004 júliusában engedélyezték. Az olasz jóváhagyó szervezet, a Cefiser, szigorúan visszautasította a 189 sorozat különböző változatának egyedi jóváhagyását, és kijelentette, hogy ragaszkodik a különböző változatok gyártmánycsaládként történő jóváhagyásához, ezért az F és E változat engedélyezési eljárását felfüggesztette.
A D változat engedélyezési eljárása jelentős előrehaladást mutat. Így az SSB Cargo Italia megindíthatná az üzemét a D kivitelű mozdony számos átmeneti változatával, amelyeket 2004 júniusáig Olaszországban jóváhagytak. Az Re 474 típusjelű mozdony engedélyezési eljárása a 2005. februárig nem kezdődött meg Olaszországban, de az engedélyt váratlanul 2005. április 26-án kiadták.
Mivel az SBB nem tervezi, hogy a Re 474 típusjelű mozdonyokat Németországban és Ausztriában üzemeltet, a svájci üzemeltető – eltérve az E változattól – elhatározta, hogy a mozdonyok LZB/PZB vonatbefolyásoló nélkül állnak üzembe. Ezért a vezetőasztalon a feliratokat az Integra és a ZUB vonatbefolyásoló rendszerhez igazították. A Re 4745 sorozatot két áramszedővel látták el, olaszországi és svájci alkalmazásukhoz. A felhasználói igényeknek megfelelően a vonóerő és a fékerő karakterisztikáját módosították. A maximális vonóerő 300 kN konstans marad mindaddig, míg el nem éri a vonóerő hiperboláját. A 189 más változatánál, a 300 kN vonóerő az indulás után leesik 270 kN-ra és így éri el a hiperbolát. Ez a változás azt jelenti, a vonatvezérlési szoftvert módosítani kellett. A leírt vonóerők ideális tapadási viszonyok mellett igazak. Természetesen a vonatterhelés és a menetrend összeállításánál az esetleges kedvezőtlen külső körülményeket figyelembe kell venni, amikor az ideális értékek nem érhetők el. A dinamikus fékezés maximális értékét a szóban forgó ország előírásainak megfelelően lehet módosítani. Amennyiben Svájcban üzemelnek a mozdonyok, a fékerőt 300 kN-ig lehet állítani, míg Olaszországban csak 200 kN-ig. Továbbá, ha a Re 474 típusjelű mozdony van elöl több mozdonyos vontatás esetén, a villamos fékerőt egyenlően elosztják a szerelvényben lévő többi mozdony között. A éberségkapcsoló pedált és a menetkapcsolót a vezető mozdonyon lehet működtetni. Az SNCF szigorú kívánalmainak megfelelően, a többi 189 típusjelű mozdonytól eltérően, a Re 474 típust ellátták pályakotró berendezéssel az SNCF SAM-C-201 engedélyezési feltételeinek megfelelően.
Továbbfejlesztették a vonat hosszirányú dinamikáját arra az esetre, amikor lejtmenetben megy a Gotthard és a Löschberg alagutakban és megnövelt fékerő kifejtését igényli egészen 300 kN–ig. Erre a Combigard elasztomer és hidraulikus elemekkel ellátott speciális karakterisztikájú T 105 központi vonókészüléket használják. Eltérve a szabványos berendezésektől, ahol a vonóhorog és csavarkapocs szakítóterhelése 850 kN, a maximális megengedhető vonóerő 400-450 kN. A vonóhorog és a csavarkapocs szakító terhelése 1350 kN, ami megfelel a hegyvidéki helyekre tervezett mozdonyok üzemeltetési igényeinek. Most viszont a vonóhorog terhelését 600 kN-ra emelték fel, amit a kétmozdonyos vontatás esetében tökéletesen ki lehet használni. A 189 sorozatjelű mozdony egyes változatihoz képest a Re 474 mozdonyokat ellátták egy olyan egyedi nyomkarima kenőberendezéssel (Delimon DP-P), ami növeli a futásjóságot és lehetővé teszi a biztonságos ívmeneteket. Minden keréknél vannak nyomkarimakenő-fúvófejek, melyek lehetővé teszik, hogy a kerék a menetiránynak megfelelő kenést kapjon.

### G változat
Ezen mozdonytípusra vonatkozó szerződés keretében két darab járművet gyártottak a Hector Rail vasúttársaság részére. A mozdonyok HR 441 sorozatszámmal futnak és elsősorban a svéd nehéz tehervonatok továbbítására használják. Ezeket a svéd L 10000 típusú vonatbefolyásoló berendezéssel látták el, és az engedélyezési eljárás után 2006-ban álltak üzembe.

## Honosítási folyamatok

### Németország és Ausztria
A ES64F4-es mozdony a 16 európai országban lefolytatott bemutató futáspróbákon bizonyította képességeit. 2003-2004 telén az ÖBB különféle mérőkocsiba szerelt berendezésekkel tesztelte a mozdonyt Ausztriában és Magyarországon. A vizsgálat eredményeit felhasználták a németországi, svájci és ausztriai hatósági engedélyezéshez. További próbafutásokat végeztek Magyarországon, vizsgálva az 1:20-as síndőlés hatását a mozdony futóművére, amelyre az olaszországi hatósági eljárás miatt is szükség volt. Ilyen próbafutásokat a Salzburger Lokalbahn regionális hálózaton 1000 V egyenáramú felsővezetéki rendszere alatt is eredményesen lebonyolítottak. A tesztsorozat befejezéseként a csehországi Cherneice próbapályáján végeztek néhány további vizsgálatot, melynek eredményeként a 189-es sorozat 2003-ban megkapta a végleges típusengedélyt a Német Szövetségi Vasúti Hatóságtól (EBA). A mozdonyvezetők oktatását követően elkezdődött a folyamatos üzem és 2005 decemberében átadták a századik 189 sorozatjelű mozdonyt a Railion Deutschland AG-nak.

### Skandinávia
A 189 sorozatjelű mozdony tervezésénél figyelembe vették az EG 3100 sorozatjelű, a Dán Állam Vasutak számára szállított mozdonyoknál szerzett tapasztalatokat és ennek megfelelően szélesebb külső hőmérsékleti tartomány lett figyelembe véve. Ez a módosítás a szélsőséges éghajlati adottságokkal rendelkező Svédország és Norvégia hatósági eljárásai során kifizetődnek bizonyult. A próbafutások során elérték Narvik kikötővárost, mely az európai normál nyomtávolságú hálózat legészakibb pontja. A mozdony eredményesen teljesítette az un. téli próbát – mely bizonyította, hogy a mozdony mínusz 30 fok alatt is működőképes – anélkül, hogy a konstrukción bármit módosítani kellett volna. Mind a két országban sikeresen elvégezték a zavartűrési méréseket is. Norvégia és Svédország megállapította, hogy a mozdony minden feltételnek megfelel, eltekintve a vonatbefolyásoló rendszertől, melyet igény esetén később tesztelnek.

### Benelux államok
Luxemburgban 2003 májusában végezték el a zavartűrési méréseket és megállapították, hogy az értékek a tűréshatárokon belül vannak. A mozdony üzemeltetését engedélyezték a vonatbefolyásolás kivételével.
Hollandiában a próbafutások 2003-2004 telén kezdődtek meg. Az elképzelések szerint a forgalomba helyezés a Betuwe vonal mentén történt volna meg, de a vonatbefolyásoló berendezés helyzete rendezetlen volt, ezért a vevő, Railion nem végeztette el a hatóság engedélyezéshez szükséges teljes méréssorozatot. Ezt a vonalat az ETCS 2 szintű vonatbefolyásoló berendezés telepítésére jelölték ki, ezért holland kormány pénzügyi támogatásban részesíti azokat az üzemeltetőket, akik a mozdonyukra felszereltetik az ennek megfelelő vonatbefolyásoló berendezéseket. Jelenleg a mozdonyra telepítendő vonatbefolyásoló egység műszaki paramétereinek kidolgozása folyik. A 189 sorozatjelű, 013 pályaszámú mozdony 2005 júniusában eredményesen fejezte be a tesztsorozatot a Betuwe vonalon. Ma már lehetséges a Holland Vasúttársaság (NS) 1,5 kV-os hálózatán tolató üzemben közlekedni ezzel a mozdonnyal egészen Venlo német határállomásig.

### Olaszország és Svájc
Az olaszországi hálózaton a próbafutások a 189 sorozatjelű, D változatú mozdonnyal 2003 júliusában kezdődtek. A két hónapig tartó próbák és mérések után az olasz jóváhagyó hatóság (Cesifer) kiadta a jármű típusengedélyét, majd 2004 júniusában az első vasúttársaság megkapta az üzemeltetési engedélyt is tehervonatok továbbítására. Azóta a mozdonyok napi forgalomban vannak a Brenner-hágó déli oldalán, 3 kV-os egyenáramú hálózaton Brenner és Verona között. Most már nem kell mozdonyt cserélni Brenner állomáson.
Az első E változatú mozdony, amelyet a svájci vonatbefolyásoló berendezéssel láttak el, 2003 szeptemberében állt üzembe. A mozdony átadását követően elkezdődtek a hatósási futópróbák és a Szövetségi Közlekedési Minisztérium (BAV) kibocsátotta az üzemeltetési engedélyt. Néhány speciális mérésre is sor került. Például, kettős előfogott mozdony elhúzott egy 1332 tonnás, a helyi engedélyezett terhelést messze meghaladó szerelvényt a Lötschbergi északi rámpán, 27‰-es lejtőn, azután a vonalra engedélyezett maximális sebességre felgyorsította a tehervonatot, és mindezt extrém időjárási feltételek mellett. 2004 decemberében az SBB Cargo megkezdte az SDL 189 sorozatjelű mozdony D változatának üzemeltetését a Gotthard vonal déli szárnyvonalán Milánó – Luino (Olaszország) – Chiasso (Svájc) között.

### Kelet-Európa
2004 januárjában kezdődtek a próbafutások Szlovénia 3 kV-os hálózatán és az év augusztusában a mozdony megkapta a típusengedélyt. A Szlovén Vasutak (SZ) 2005 márciusa óta használja a 189 sorozatjelű mozdonyt, elsősorban nehéz tehervonatok továbbításához Koper és Divaca között. A PZB 90 szabványos vonatbefolyásoló berendezést alkalmazzák, mellyel sok költséget és időt takarítottak meg.
A horvátországi próbafutásokat 2005 augusztusa és szeptembere között végezték el a 25 kV 50 Hz-es váltakozó áramú felsővezetéki rendszer alatt. A hatósági engedély 2006 januárjában született meg.
A folyamatban lévő engedélyezési eljárásoktól függetlenül a DB egy bemutató járatot szervezett Ázsia-Európa Expressz elnevezéssel, Isztambulból Kölnbe 2004. május 9-14. között. A 900 tonnás szerelvényt felváltva húzta az E változatú 189 sorozatjelű villamos mozdony, valamint az Eurorunner ER 20 dízelmozdony. A 79 órás menet idő alatt egyetlen műszaki probléma sem merült fel, holott az út keresztülvezetett Törökországon, Bulgárián, Románián, Magyarországon és Ausztrián mielőtt elérték volna Németországot. A számos határátmeneti megállás ellenére, amelyek az adminisztratív teendők elvégzése céljából szükségesek voltak, a vonat lényegesen rövidebb idő alatt tette meg a távolságot, mint egy kamion.
Csehországban, valamint Lengyelországban a mozdony engedélyeztetése még nem fejeződött be. A közelmúltban engedélyezték Děčín, cseh határállomásba való bejárást, bizonyos feltételekkel.

## Tervezési alapelvek
Mint az Eurosprinter járműcsalád tagja, a 189 sorozatjelű mozdony is moduláris szerkezetű, ami fődarabjait és tervezési elveit illeti. A nem csereszabatos alkatrészek számának csökkentése mérsékli a berendezések árát. Az egységes tervezési elvek használata ugyancsak az állandó költségek csökkentésének irányába hat. Az a tény, hogy a 189 sorozatjelű mozdony pontosan meghatározott modulokból áll, azt is jelenti, hogy a mozdonyokban alkalmazni lehet az új technológiákat anélkül, hogy az egész rendszert kellene megváltoztatni. A felhasználói igények széles skáláját ki tudja elégíteni mind nehéz tehervonatok, mind személyszállító vonatok továbbítására, hegyvidéki régiókban éppúgy, mint sík terepen; és négyáramnemű rendszere 15 európai országban történő alkalmazását teszi lehetővé. Mivel az üzemeltetők nagy konstans vonóerőt kívánnak meg nagy sebességnél is, a tervezők elhatározták, hogy a kerekeken mért állandó teljesítmény 6400 kW kell, hogy legyen egyedi tengelyvezérlés mellett. A felhasználói térségek, régiók klimatikus adottságai szükségessé tették, hogy a tervezés során a külső hőmérsékleti tartomány -30 °C és + 50 °C között legyen figyelembe véve, amin belül a mozdonyoknak megbízhatóan kell üzemelniük. Ez a műszaki követelmény egy ilyen mozdonytípusnál példa nélküli.
Váltakozó áramú mozdonnyal összehasonlítva a több-áramnemű mozdony kiegészítő berendezéseket igényel, mint például az egyenáramú felsővezetéki rendszer alatti üzemhez szükséges egyenáramú berendezéseket; kiegészítő áramszedőt; különböző nagyfeszültségű szerkezeteket; valamint vonatbefolyásoló berendezést. Ezek a berendezések növelik a mozdony tömegét, amit kompenzálni kell, mivel a tengelynyomást nem lehet korlátlanul növelni. További súlycsökkentések szükségesek az egyes országoknál alkalmazandó speciális berendezések felszerelési igénye miatt. Ezen többlet berendezések felszerelése nem eredményezhette, hogy a mozdony súlypontja kikerüljön a jármű mértani középpontjából. A konzekvens tömegcsökkentési eljárás eredményes volt, és elérte a szükséges mértéket elsősorban a könnyűszerkezetű járműszekrény szigorú optimalizálása révén, de ezzel együtt az érvényes szabványok előírásait is mind betartották, különös tekintettel a jármű szilárdságára és az ütközési energia elnyelésére. A tetőelemek például alumíniumból készülnek. A félvezetőtechnológia alkalmazása lehetővé teszi, hogy a vontatási átalakítók sokkal tömörebbek, és ezáltal könnyebbek legyenek.

## Villamos berendezések
A 189 sorozatjelű jármű az első sorozatban gyártott mozdonytípus, amely nagyfeszültségű IGBT vontatási áramátalakítóval rendelkezik. A rendelkezésre álló 6,5 kV feszültségű IGBT képes az egyenáramú munkavezeték áramát közvetlenül az egyenáramú áramkörre kapcsolni. A négy rendelkezésre álló négy-negyedes egyenáramú szaggatót (4QC) önálló fékszaggatóként is használják, a következő előnyök miatt:
- nem szükséges kiegészítő fékellenállás-szabályzó modul,
- a négy egymástól független fékszaggató nagyfokú redundanciát biztosít,
- egy kiegészítő bemeneti szaggatóról le lehet mondani, ami hely- és súlymegtakarítást jelent,
- a vontatómotorokat magasabb feszültségszinthez igazították egyszerűen azzal, hogy a vastagabb szigeteléseket alkalmaztak,
- azokat a problémákat – amelyek a bemeneti szaggatók és az impulzus-szélesség inverterek kettős hatásából adódnak – el lehetett kerülni,
- a segédüzemi átalakító egységet közvetlenül az egyenáramú betáplálásra lehet csatlakoztatni, ezért szigetelő transzformátor beépítése szükségtelenné vált.

A nagy teljesítményű félvezetők hűtése egy olyan speciális víz-fagyálló eleggyel történik, melyet a Siemens fejlesztett ki évekkel ezelőtt a 189 sorozatjelű mozdony számára. A főtranszformátor vontatási tekercsei soros fojtótekercsként működnek az egyenáramú hálózat alatt, mintegy kettős feladatot ellátva, csökkentve ezzel a mozdony tömegét. A hajtómotorok csillag-delta átkapcsolása a 4200 kW állandó, keréken leadott teljesítményt biztosít, még a viszonylag gyenge 1,5 kV-feszültségű egyenáramú rendszer esetén is, melyre a hasonló mozdonyok csak váltakozó feszültségű felsővezetéki hálózat esetén képesek. A nagyfeszültségű váltakozó áramú berendezéseket (mint például a főáramköri megszakító, földelő szigetelő, főtranszformátor és rendszerkapcsolók) a jármű tetején helyezték el, hogy a különböző országok speciális kívánalmainak megfelelő berendezéseket a géptérbe lehessen beszerelni. A nagyfeszültségű egyenáramú berendezéseket egy elkülönített 3 kV-os állványon, a géptérben helyezték el.

## Gépészet
A különböző üzemeltetők igényeinek megfelelően, nem minden mozdonyt láttak el egyidejűleg mindenféle vonatbefolyásoló berendezéssel, áramszedővel és különleges berendezésekkel. Ezért a jármű kialakításának olyannak kell lennie, hogy ezeket a módosításokat minden nehézség nélkül adaptálni lehessen. Megnehezítette a feladatot, hogy a tervezés stádiumában a különböző országok hatósági engedélyezési feltételei sem voltak mind ismertek illetve egyértelműek. Ezek a tények olyan tervezést tettnek szükségessé, hogy a mozdonyon egyes elemeket, funkciókat – a megrendelőhöz történt leszállítás után is – könnyen cserélni, változtatni lehessen. Több vevői igényt egyszerűen a gyártás folyamán kell figyelembe venni. Ennek megfelelően a belső elrendezés helyet biztosít a beépítendő berendezések számára mind a géptérben, mind a vezetőasztalban és a padló alatt is. A 189 típusjelű mozdony D, E és F változataát négy európai uniós nyelvű – német, angol, francia és olasz – feliratozással látták el. A D és E változat feliratai még lengyel, szlovén és horvát nyelven is elkészültek. Piktogramot minden szükséges helyen alkalmaznak.

## Mozdonyszekrény
A mozdonyszekrény önhordó hegesztett, súlyra optimalizált szerkezet. A különféle berendezések, ventilátorok, készülékszekrények rögzítésére egységes rögzítő sínrendszer került kialakításra. A padló alatti berendezések, a motortér, a ventilátorok valamint csővezetékek és kábelek elérése céljából a padló nyitható.

## Tetők
A három részből álló tetőt alumíniumból készítették a járműtömeg csökkentése és a szellőző rács mögötti szélterelő csatorna elhelyezése céljából. Négy különböző áramszedőt lehet a tetőre felszerelni és itt került elhelyezésre majdnem minden nagyfeszültségű, váltakozó áramú berendezés.

## Kábelek és csatornák
A modulrendszerű felépítés követelményeinek megfelelően, valamint a könnyű karbantarthatóság érdekében az összes sűrítettlevegő-vezeték, a nagyfeszültségű és a motortéri berendezéseket vezérlő kábel egy központi vezetékcsatornában került elhelyezésre. A központi csatornát egy olyan kombinált kábel-, vezeték- és tömlőtálca rendszerként alakították ki, amelyet előre legyártanak, majd a mozdony szekrénybe beemelnek, és ezek ezután a csatlakoztatásokat elvégzik, a csöveket csavaros, a kábelvégeket dugaszolható csatlakozással, csökkentve ezzel a gyártási időt és költségeket. Ha esetleg a mozdony összeszerelése után egy vezérlő kábelt cserélni kell, ez is könnyen és egyszerűen megoldható, mindössze a csatornát fedő járólapot kell eltávolítani és hozzáférés biztosított. Ez lehetővé teszi, hogy további vonatbefolyásoló és egyéb, a megrendelő által igényelt funkciókat kiszolgáló berendezés is beszerelésre kerüljön anélkül, hogy a fő egységeket ki kellene szerelni. A padlóalatti berendezésekhez menő kábeleket a jármű előre meghatározott helyein levő, nyitható padlólapokon keresztül vezetik. A kiegészítő feladatok ellátásoz szükséges kábelvezetés esetleg a járólapok módosítását igényelheti, de semmi esetre sem vonja maga után a járműszekrény módosítását.

## Vezetőasztal
A vezetőasztal moduláris felépítése lehetővé teszi az ország-specifikus vonatbefolyásolási rendszerek, a mozdonyvezető által irányított berendezések optimális elhelyezését és más, például tűzoltási, videó-felügyeleti és a vasúttársaságok által alkalmazott egyedi információs rendszerek elemeinek elhelyezését. A mozdonyvezetőnek és segédjének kilátása teljesen akadálytalan.

## Forgóváz
A 189 sorozatjelű mozdony forgóváza I-tartókból készült, hegesztett szerkezet. A forgóváz és a mozdonyszekrény közötti kapcsolat forgócsapon és gumibevonatú fémrugókon keresztül történik, melyek kopásállóak és karbantartást nem igényelnek. Ez egy olyan kompromisszumos megoldás, mely alacsony oldalirányú erő esetén stabil futáskarakterisztikával igen jó utazási komfortot biztosít. A központi tengelycsapszeg alkalmazásával a mozdony képes nagyon kicsi, mintegy 80 méter sugarú ívben is stabilan közlekedni. Ugyancsak e szerkezeti megoldás következtében a mozdony a függőleges sínhibákat lényeges üzemeltetési problémák nélkül elviseli. Az 1250 mm átmérőjű monoblokk keréktárcsa alkalmazása hosszú élettartamot biztosít. Az ívekben keletkező oldalirányú erők csökkentésére szekunder rugókat építettek be a rugalmas talpcsapágyakra, mely megoldás minimálisra csökkenti a forgóvázra ható rotációs erőket. A kerékpár vezetését kopásálló, háromszög alakú vezető rudakhoz illesztették, biztosítva az optimális hosszanti és keresztirányú merevséget a kerékpár és a forgóvázkeret között. Ez a megoldás megfelel mind az UIC 518 ajánlás követelményeinek, mind az európai, prEN 14363 szabvány előírásainak, amely rendkívül fontos az egyes országok engedélyezési feltételeinek teljesítéséhez, de ezen túlmenően nagymértékben csökkenti a kerékkarima és a sín között fellépő erőket. Amennyiben a pályahasználati díjat a felépítmény koptatásának arányában állapítják meg, az ívekben fellépő oldalirányú erők minimalizálása az üzemeltetőknek jelentős költségmegtakarítást tesz lehetővé. Eközben hozzájárul egy jó futási karakterisztika kialakításához is, ily módon fokozva a vezetőfülke komfortját.
A 189 sorozatjelű mozdonyhoz egy másik, opcionálisan beépíthető új fejlesztésű eleme az aktív kígyózásgátló, (ADD), amit először a 2004. évi Innotrans kiállításon mutattak be. Ezt a Siemens Transportation Systems és a Liebherr Aerospace Lindberg (Németország) közös munkával fejlesztette ki. A lengéscsillapító egyesíti a hagyományos kígyózó lengéscsillapító stabilizáló hatását a hidraulikus működésű dugattyús lengéscsillapító elveivel, amely forgatónyomatékot generál a kis ívű kanyarokban – ezzel javítva a forgóváz futásjóságát és kerékpár pozicionálását az ívekben.
Ezekkel a lengéscsillapító rendszerekkel végzett próbafutások azt mutatták, hogy 400 méternél kisebb sugarú ívek esetében:
- a vonóerőt nagymértékben lehet növelni,
- a kvázistatikus oldalirányú erők további, mintegy 10 kN-nal csökkennek,
- a síndőlés hatása és az adhézió csökken.

Ez az autonóm rendszer felválthatja a hagyományos lengéscsillapítókat, lévén azonosak a csatlakozási pontjai, és így szerkezeti módosításokat a járművön nem szükséges végrehajtani. Az ADD aktív kígyózásgátlónak a 189 sorozatjelű mozdonyon történő használatát a Szövetségi Vasúti Hatóság (EBA) engedélyezte.
A 189 típusú mozdony szekrényének tervezése lehetővé teszi nagysebességű és nagy teljesítményű féktengelyes (HAB) forgóvázak alkalmazását, egészen 230 km/h sebességig. Ez a technológia tette lehetővé a 189 sorozatjelű mozdony átalakítását nagysebességű ES64U4 típusjelű mozdonnyá, melynek egyik változata az ÖBB 1216, a másik a SZ 541 sorozatjelű mozdonya.

## Hajtásrendszer
A 189-es orr-felfüggesztésű, membránkapcsolós hajtás a 152 sorozatjelű mozdonynál már alkalmazott rendszer továbbfejlesztett változata. A 189 sorozatú mozdonyt sokszor olyan területre telepítik, ahol a sínszálak még nem hegesztett kivitelűek. Az erőhatás, ami a sínkötéseknél átadódik a kerékpárokra, még fontosabbá teszi a tengely és a vontatómotor szétkapcsolását. A fogazott tengelyt három helyen csapágyazták és ez membránkapcsolóval van elválasztva a vontatómotor forgórészétől. Ilyen mechanikus konfigurációt használnak jelenleg a Koreában üzemelő mozdonyoknál, amelyek különlegesen magas megbízhatósággal rendelkeznek.
Az a fejlesztési munka, mely a hajtás 160 km/h sebességig történő felhasználását célozta meg, befejezés előtt áll. Ezt egyszerűen az áttétel módosításával is el lehet érni, és a mozdonyokat a vonóerő karakterisztika lerontása nélkül át lehet alakítani. Ez lehetőséget teremt az ES64F4 mozdonyok a határokon átmenő üzemének megteremtéséhez.

## Vezérlési technológia
A szoftver modulokból álló felépítése lehetővé teszi, az új változatok rendszerbe integrálását anélkül, hogy meg kellene változtatni a jelenleg már engedélyezett funkciókat kiszolgáló szoftvert. Ez nem csak kizárja a visszaható hatásokat, hanem biztosítja, hogy az egyes országok engedélyezési eljárásai valamint a szoftverkarbantartási munkák során szerzett tapasztalatokat eredményesen fel lehessen használni. A szoftverfunkciók akkor aktivizálódnak, ha az adott ország kódjával belépnek a rendszerbe (hálózat kiválasztása). Tekintettel az EN 50128 és EN 50129 szabványok által megkövetelt hatalmas mennyiségű dokumentációra, ez az engedélyezési eljárások egyetlen költséghatékony módja.

## A tapadás vezérlése
Az Alpokon keresztül haladó forgalom a 189 sorozatjelű mozdony az egyik jelentős felhasználási területe. A mozdony jó tapadási tényezője itt meghatározó szerephez jut. Az Alpokon keresztül haladó vasútvonalakra jellemzőek a nagy emelkedők, kis sugarú ívek, melyeket a mozdonyoknak biztonságosan kell bejárniuk minden időjárási körülmény esetén. Ez csak úgy érhető el, ha olyan forgóvázak kerülnek alkalmazásra, melyek műszakilag kiforrott konstrukcióval és intelligens tapadásszabályzó rendszerrel üzemelnek.
A számos teszt- és összehasonlító futás megmutatta, hogy a 189 sorozatjelű mozdony képes nagy vonóerőt kifejteni az alábbi megoldásoknak köszönhetően:
- a tengelyek egyedi szabályzása révén megoldott a vonóerő dinamikus szétosztása egyedi hajtású tengelyekhez, az éppen kialakult tapadási tényező függvényében,
- a rezgések csillapítása a vontatójárművön történik, hogy megelőzzék a mozdonyból kiinduló nagy mechanikus feszültségek továbbterjedését.

A 189 sorozatjelű mozdony adhéziójának vezérlése a négy tengelyt külön-külön veszi figyelembe, biztosítva ezzel, hogy minden hajtott tengely az optimális munkapontján dolgozzon függetlenül a többi tengelytől. Ez mindegyik hajtás csúszási referencia értékét meghatározza és egyedileg vezérli, miközben mind a négy hajtás annak a célnak van alárendelve, hogy minél nagyobb dinamikus vonóerő kerüljön szétosztásra. Ha egy hajtás nem képes az elvárt vonóerőt a sínre kifejteni, a vonóerő hiányt szétosztják azokra a hajtásokra, amelyeknek van még tartaléka, hogy biztosítsa a szükséges összvonóerőt. Ez a szétosztási rendszer ellensúlyozza a kerékkarimán létrejövő különböző adhéziós viszonyok hatását. Ezt elsősorban az első és a hátsó tengelyek eltérő kerék/sín viszony különbözősége, valamint a súlyelosztási differenciák okozzák.
Ha a mozdony rendelkezik aktív kígyózásgátlóval, ez a funkció biztosítani tudja a lengéscsillapító optimális használatát a vonóerő további növelése érdekében. Ha a tapadási vezérlő rendszer nem avatkozik be, az igényelt vonóerőt szimmetrikusan és egyenlően osztja el a hajtások között.
Másik fontos feladata a tapadásvezérlésnek a forgóvázak mechanikus túlterhelésének megakadályozása. Különösen a tapadási tényező maximális kihasználása esetén, amikor a mozdony kis sugarú ívbe kerül, jelentős vibráció keletkezhet a hajtásban. A vezérlő berendezés a lengéscsillapító működésével figyeli az ilyen rezgéseket és azonnal kompenzál. Ez lehetővé teszi az tapadási tényező nagyfokú kihasználását, miközben csökkenti a hajtás elemeinek terhelését.
Végeztek összehasonlító futáspróbákat is nagy emelkedőjű regionális vonalon, például Rübelandbahn, a Harz hegységben lévő vonalain annak érdekében, hogy a hattengelyes 126 tonnás 171 sorozatjelű mozdonyokat lecseréljék. A 189 sorozatjelű mozdony ugyanolyan kedvezőtlen időjárási körülmények között (nedves sín) azonos vonóerőt biztosított, mint a jelentősen nehezebb kommutátoros motorú 171-es, de néhány tekintetben megelőzte, például vonóereje 20%-kal volt nagyobb. A tesztfutások alapján, melynek keretében fékméréseket is végeztek, engedélyezték a mozdony nagy emelkedésű vonalakon történő üzemeltetését. A vonóerő-tesztet 25‰-es vonalon végezték és megállapítást nyert, hogy a mozdony megbízhatóan indul és gyorsul 840 tonna terheléssel, homokolás nélkül, rossz időjárási viszonyok mellett. Ezzel egyértelműen túlszárnyalta versenytársát.
Számos dokumentált indítási próbán, melyeket a svájci Löschberg, Gotthard, az olaszországi Brenner és az ausztriai Tauern vonalakon végeztek, a vezérlés bizonyította megbízhatóságát. A Brenner, a Gotthard, valamint különféle szlovén és német vonalakon a mozdony a napi üzemvitel során bizonyította az innovatív technológia kiemelkedő hatékonyságát.

## Ország-specifikus kiegészítő berendezések

### Svájc
A 189 sorozatjelű mozdony E változatának engedélyezéséhez Svájcban még egy áramszedőt igényeltek egy 1450 mm széles érintkezővel valamint a ZUB262ct automatikus vonatbefolyásoló rendszer beépítését. Az utóbbi antennája a forgóvázra lett felszerelve. A kiegészítő mikroprocesszorok az LZB szekrényben kerültek elhelyezésre. Nem volt szükség további monitor, vagy működési elem vezetőpultba történő beépítésére, mivel az LZB/PZB már egyébként is telepítve volt és ennek információi a monitoron megjelennek. 2006 elején a mozdonyokat lekapcsolható Integra jelfogós rendszerrel is ellátták. A korábbi, állandó mágnes okozta interferencia miatt a régebbi vágány-foglaltsági rendszert Svájcon kívül sehol sem alkalmazzák. A mozdony ezen E változata Ausztriában is üzemelhet.

### Ausztria
Az engedélyező hatóság előírta a szerelvényeknek a menet közbeni vizuális megfigyelhetőségét, ami szükségessé tette külső videokamera, mint visszapillantó rendszer felszerelését. Ezen túlmenően kértek egy úgynevezett második fék-funkciót is. Számos vonalszakaszon lejtmenetben, a mozdony pneumatikus fékét kikapcsolják, így a mozdony a visszatápláló generátoros féket használja és ezzel a mechanikus féket a túlterheléstől megóvja. További ország-specifikus funkció, hogy a villamosfék fékező erejét többes vontatás esetére is 150 kN-ra kellett korlátozni.

### Olaszország
Olaszországban egy 1 450 mm széles, réz csúszóbetétes áramszedő és az RS4C típusú vonatbefolyásoló rendszer beszerelését írták elő. Az új vonatbefolyásoló rendszer elektronikus alkatrészei egy külön szekrényben kerültek elhelyezésre. Mivel ez a vonatbefolyásoló rendszer független a járművezérléstől, egy önálló működő elemet kellett a vezetőasztalba építeni. Továbbá egy kiegészítő pneumatikus modult került elhelyezésre a motortérben, amely képes azt közvetlenül szellőztetni a mozdony fő levegőcsatornáján keresztül.
Mivel a GSM-R kezelő eleme kis méretekkel rendelkezik, lehetséges volt az RS4C működő elemeit és a tűzoltórendszer vezérlését egy egységként a vezetőasztalba beépíteni. Ezzel el lehetett kerülni, hogy a kiegészítő berendezések lerontsák a mozdonyszemélyzet kilátását. Törvényi követelmény Olaszországban, hogy vontatott, személyzet nélküli mozdonyokat (mint például előfogatolás) fel kell szerelni automatikusan működésbe lépő tűzoltórendszerrel. A 189 sorozatjelű mozdonyhoz olyan rendszer lett kiválasztva, mely a teljes géptérben képes oltásra maradékanyag nélküli gázzal. Az automatikus kioldó szerkezetet egy hőérzékélő szenzor hozza működésbe, mely eredményesen kiküszöböli az esetleges téves riasztást. A tűzoltóanyag mennyiségét úgy állapították meg, hogy amennyiben szükséges, a teljes felületet be tudja borítani hatékony koncentrációjú tűzoltóanyaggal. Ez a tűzoltórendszer akkor is működőképes, ha a mozdony üzemen kívül lett helyezve. Az oltóanyag a tűzből magába szívja a szükséges hőenergiát, de az oxigént nem. Mivel az oltóanyagnak nagyon rövid a lebomlási ideje, nem terheli a környezetet, és így nem esik a kiotói egyezmény környezetvédelmi előírásai alá. Használhatósága lefedi a mozdony teljes üzemi hőmérséklettartományát. Mivel nem keletkezik maradékanyag és a szigetelések erősek, a tűz által nem érintett berendezésekben nem következik be károsodás.
A kijelző szövegét és grafikáit olaszra lefordították, illetve az engedélyező hatóság igényeinek megfelelően módosították. Az üzenetek megjelenítésénél, beleértve a gépészeti berendezésekre vonatkozókat is, változtatásokat kellett végrehajtani, hogy megfeleljenek az olaszországi szokásoknak, és a képernyőn a menet közbeni navigálást erősen korlátozták. Ha az ország kódját az u.n. „olasz üzemmód”-ot kiválasztják, az akusztikus üzeneteket letiltja a rendszer, ehelyett a vezetőasztalon egy berregő aktiválódik.
Ezen túlmenően a villamosfék fékerejét – két mozdony együttfutása esetében – az F változatnál 200 kN-ban, a D és E változatnál 150 kN-ban maximálták az olaszországi szabályozásnak megfelelően. Emellett lehetséges a vonali áram manuális korlátozása is. A D és E kivitelnél lehetséges az SBB áramszedő alkalmazása, ha az Olaszországra specifikált áramszedő meghibásodik. Az SBB áramszedő lehetővé teszi, hogy a mozdony szükségmenetben, automatikusan csökkentett sebességgel és ellenőrzött áramerősséggel a pályát elhagyja.

### Szlovénia
Tekintettel arra, hogy a hálózat hasonló az olaszországihoz, vagyis 3 kV egyenáramú, az 1450 mm széles, réz áramszedő csúszóbetétet ebben az országban is használják. A képernyőn minden szöveg szlovén nyelven jelenik meg. Mivel vonatbefolyásolóként a szlovén vasúti hálózaton a PZB rendszert használják, nem volt szükség újabb berendezés telepítésére. A hibajelzéseknél – a négy IEC nyelven túlmenően – a szöveg szlovénul is megjelenik.

### Lengyelország
A lengyel 3 kV egyenáramú felsővezetéki rendszernél való hatósági engedélyezés szükségessé tette egy 1950 mm széles fejű, réz csúszóbetétes áramszedő felszerelését. További feladat volt az SHP vonatbefolyásoló berendezés mozdonyra történő telepítése is. A rádióvezérelt megállítási funkciót, mely előírás a PKP hálózatán, megvalósítja a ZMF21M fedélzeti rádió. Vészhelyzet esetén ez a berendezés kezdeményezi a meghatározott körzetben lévő összes mozdony vészfékezését és nyugalmi állapotba helyezését. A négy alapértelmezett UIC nyelvein túl a feliratok szövegei lengyelül is megjelennek.